# Juan Carlos Martín Corral
Juan Carlos Martín Corral, noto semplicemente come Juan Carlos (Guadalajara, 20 gennaio 1988), è un calciatore spagnolo, portiere del Girona.

## Carriera
Ha esordito nella massima serie spagnola durante 2014-2015 con la maglia del Cordoba.
Il 20 gennaio 2018, il giorno del suo trentesimo compleanno, nella partita Deportivo Lugo-Sporting Gijon, realizza la rete del 3-1 su azione di gioco, con un tiro dai 60 metri.

## Statistiche

### Presenze e reti nei club
Statistiche aggiornate all'11 maggio 2024.
| Stagione              | Squadra               | Campionato            | Campionato | Campionato | Coppe nazionali | Coppe nazionali | Coppe nazionali | Coppe continentali | Coppe continentali | Coppe continentali | Altre coppe | Altre coppe | Altre coppe | Totale | Totale  |
| Stagione              | Squadra               | Comp                  | Pres       | Reti       | Comp            | Pres            | Reti            | Comp               | Pres               | Reti               | Comp        | Pres        | Reti        | Pres   | Reti    |
| --------------------- | --------------------- | --------------------- | ---------- | ---------- | --------------- | --------------- | --------------- | ------------------ | ------------------ | ------------------ | ----------- | ----------- | ----------- | ------ | ------- |
| 2010-2011             | Rayo Vallecano B      | SDB                   | 34         | -33        | CR              | 1               | -1              | -                  | -                  | -                  | -           | -           | -           | 35     | -34     |
| 2010-2011             | Rayo Vallecano        | SD                    | 1          | -3         | -               | -               | -               | -                  | -                  | -                  | -           | -           | -           | 1      | -3      |
| 2011-2012             | Hércules              | SD                    | 4+2        | -4 + -1    | CR              | 1               | -2              | -                  | -                  | -                  | -           | -           | -           | 7      | -7      |
| 2012-2013             | Hércules              | SD                    | 5          | -10        | CR              | 1               | -2              | -                  | -                  | -                  | -           | -           | -           | 6      | -12     |
| Totale Hercules       | Totale Hercules       | Totale Hercules       | 9+2        | -14 + -1   |                 | 2               | -4              |                    | 0                  | 0                  |             | 0           | 0           | 13     | -19     |
| 2013-2014             | Córdoba               | SD                    | 11+4       | -7 + -2    | CR              | 1               | -2              | -                  | -                  | -                  | -           | -           | -           | 16     | -11     |
| 2014-2015             | Córdoba               | PD                    | 32         | -56        | CR              | 0               | 0               | -                  | -                  | -                  | -           | -           | -           | 32     | -56     |
| Totale Cordoba        | Totale Cordoba        | Totale Cordoba        | 43+4       | -63 + -2   |                 | 1               | -2              |                    | 0                  | 0                  |             | 0           | 0           | 48     | -67     |
| 2015-2016             | Rayo Vallecano        | PD                    | 21         | -36        | CR              | 3               | -7              | -                  | -                  | -                  | -           | -           | -           | 24     | -43     |
| Totale Rayo Vallecano | Totale Rayo Vallecano | Totale Rayo Vallecano | 22         | -39        |                 | 3               | -7              |                    | 0                  | 0                  |             | 0           | 0           | 25     | -46     |
| 2016-2017             | Elche                 | SD                    | 40         | -60        | CR              | 0               | 0               | -                  | -                  | -                  | -           | -           | -           | 40     | -60     |
| 2017-2018             | Lugo                  | SD                    | 38         | -43; 1     | CR              | 0               | 0               | -                  | -                  | -                  | -           | -           | -           | 38     | -43; 1  |
| 2018-2019             | Lugo                  | SD                    | 40         | -50        | CR              | 0               | 0               | -                  | -                  | -                  | -           | -           | -           | 40     | -50     |
| Totale Lugo           | Totale Lugo           | Totale Lugo           | 78         | -93; 1     |                 | 0               | 0               |                    | 0                  | 0                  |             | 0           | 0           | 78     | -93; 1  |
| 2019-2020             | Girona                | SD                    | 21         | -27        | CR              | 1               | -3              | -                  | -                  | -                  | -           | -           | -           | 22     | -30     |
| 2020-2021             | Girona                | SD                    | 40+4       | -33 + -3   | CR              | 0               | 0               | -                  | -                  | -                  | -           | -           | -           | 44     | -36     |
| 2021-2022             | Girona                | SD                    | 38+4       | -39 + -2   | CR              | 2               | -2              | -                  | -                  | -                  | -           | -           | -           | 44     | -43     |
| 2022-2023             | Girona                | PD                    | 10         | -18        | CR              | 1               | -2              | -                  | -                  | -                  | -           | -           | -           | 11     | -20     |
| 2023-2024             | Girona                | PD                    | 0          | 0          | CR              | 3               | -4              | -                  | -                  | -                  | -           | -           | -           | 3      | -4      |
| Totale Girona         | Totale Girona         | Totale Girona         | 109+8      | -117 + -5  |                 | 7               | -11             |                    | 0                  | 0                  |             | 0           | 0           | 124    | -133    |
| Totale carriera       | Totale carriera       | Totale carriera       | 349        | -427; 1    |                 | 14              | -25             |                    | 0                  | 0                  |             | 0           | 0           | 363    | -452; 1 |